# Following (película surcoreana)
Following (en hangul, 그녀가 죽었다; romanización revisada, Geunyeoga jug-eossda; literalmente, «Ella ha muerto») es una película surcoreana de suspenso escrita y dirigida por Kim Se-hwi, y protagonizada por Byun Yo-han, Shin Hye-sun y Lee El. Se estrenó en Corea del Sur el 15 de mayo de 2024.

## Sinopsis
Gu Jeong-tae es un agente inmobiliario que tiene como afición colarse en las casas de los desconocidos con las llaves que le confían los clientes y espiar sus vidas. Un día, despierta su atención una cara desconocida: se trata de una estrella de Instagram, Han So-ra, una influyente de las redes sociales que publica fotos de ensaladas veganas mientras come salchichas de supermercado. Milagrosamente, So-ra deja la llave de su casa en la agencia de Jung-tae y este la visita siempre que puede, emocionado y excitado. Pero en una de estas visitas encuentra a So-ra muerta en el sofá. Jung-tae está conmocionado y no puede llamar a la policía para denunciar la situación. Cuando vuelve unas horas después con un cliente, el cadáver de So-ra ha desaparecido. Pocos días después, alguien que sabe que entró en la casa de So-ra comienza a amenazarlo. Para empeorar la situación, Oh Young-joo, una detective de homicidios, comienza una investigación con todas las pruebas que apuntan a Jeong-tae como el criminal. Este se pone a buscar a personas a su alrededor a través de las redes sociales de So-ra para encontrar al verdadero culpable.

## Reparto

### Principal
- Byun Yo-han como Gu Jeong-tae, un agente inmobiliario que espía la vida de otras personas.[2][3]
  - Seo Woo-seung como Jeong-tae de niño.[4]
- Shin Hye-sun como Han So-ra, una influyente.[5][6]
- Lee El como Oh Young-joo, una detective de la división criminal de la comisaría de policía de Seúl Dobong.[7]

### Secundario
- Yoon Byung-hee como Lee Jong-hak, fan de Han So-ra.[8]
- Park Ye-ni como Holugi, una youtuber.[8]
- Ji Hyun-joon como el detective Jang.
- Jang Sung-bum como Seong-yeol.
- Shim Dal-gi como Ji-hee, una empleada de la inmobiliaria, colega de Jeong-tae.[8]
- Park E Hyun como Jo Hye-ran.
- Han So-ha como una agente de policía.
- Lee Se-rang como la madre de Jeong-tae.
- Jo Yu-jin como Kim Yang.
- Yoon Seul como Han So-young.[9]
- Kim Do-yoon como el hermano menor de So-ra.
- Lee Se-rang como Bang Hye-sook.

### Apariciones especiales
- Park Myung-hoon como el jefe del equipo de detectives.[8]
- Kim Gwang-sik.
- Yoo Ji-jeon.

## Producción
La película fue producida por Engine Film, y distribuida por Content Geo, Artist Studio y Moving Pictures Company. Se trata del debut como directora de Kim Se-hwi, hasta entonces adaptadora y guionista. Contó con un presupuesto de 7000 millones de wones, y se estimaba que el punto de equilibrio para recuperar la inversión estaba en un millón y medio de entradas vendidas.La dirección musical corrió a cargo de Lee Ji-su, que también intervino en las bandas sonoras de la serie Sonata de invierno y las películas Old Boy y Architecture 101.
La guionista y directora Kim Se-hwi explicó que, como acostumbra a hacer cuando escribe una historia, la génesis del filme fue una sola frase, en este caso «qué ocurre si alguien encuentra un cadáver y se encuentra en una situación en la que no puede denunciarlo»; desde ahí desarrolló un mapa de ideas y una sinopsis mientras pensaba en cuál podría ser la situación más dramática. El tema de las redes sociales no surgió desde el principio. Más bien, la historia que quería contar era «una historia sobre la autojustificación y la creación de excusas en la naturaleza humana». A partir de ahí surgió el primer personaje, Jeong-tae, y después otro relacionado con él, la «influencer que muestra solo lo que quiere mostrar y oculta todo», esperando que del encuentro de ambos saltaran chispas. Como elemento de atracción del público eligió la velocidad, el ritmo de desarrollo. Por último, el personaje de la detective Oh actúa como observador del comportamiento de los otros dos, y sirve para enfocar lo que debe interpretar el espectador.
Los tres protagonistas anunciaron en septiembre de 2020 a través de sus agencias que estaban considerando participar en la película. En octubre Byun Yo-han lo confirmó y añadió que el comienzo del rodaje era inminente; en diciembre también confirmó Lee El su participación.Byun Yo-han y Shin Hye-sun ya habían trabajado juntos, en este caso como pareja, en el filme de 2017 One Day.
El rodaje comenzó el 22 de noviembre de 2020, y concluyó antes del 13 de abril del año siguiente. Estuvo, por tanto, tres años en espera de su estreno, víctima como otras producciones de la incerteza causada por la pandemia de Covid-19. En la industria cinematográfica coreana se usa para estos casos la expresión 'película de almacén', aunque el equipo nunca pensó que no se estrenaría, y de hecho en esos años de espera la directora estuvo continuamente editando y haciendo posproducción.
Durante el rodaje surgió el problema de los hormigueros que tiene el protagonista. En un primer momento se pensó en recurrir a efectos especiales, pero por motivos presupuestarios la directora decidió utilizar hormigas reales: un experto en hormigas contratado seleccionó las especies invasoras, las recolectó, las alimentó y las crio durante aproximadamente un mes, y luego las soltó en la casa que servía de escenario. La escena de la destrucción del hormiguero se realizó no sin antes haber retirado las hormigas.
La producción se presentó a la prensa el 29 de abril de 2024 en el centro comercial CGV Yongsan I'Park de Seúl. Asistieron la directora Kim Se-hwi y los actores Byun Yo-han y Shin Hye-sun.

## Estreno y recepción
El filme se estrenó el 15 de mayo de 2024 en 1008 salas. En las expectativas económicas que había generado tenía en su contra diversos factores, entre los cuales la fuerte competencia de un éxito de taquilla como The Roundup: Punishement y algunos títulos norteamericanos; el hecho de que el director fuera novel en cine comercial; y por último que a los protagonistas, pese a sus sobresalientes habilidades de actuación, se les atribuyera escaso poder de atracción para el gran público. Teniendo todo ello en cuenta, tuvo un comienzo muy bueno, pues el primer día atrajo a 106 000 espectadores, y registró un 94 % en el CGV Egg Index, índice que mide las opiniones del público cinéfilo, porcentaje que indica un alto grado de satisfacción. Pero no continuó con el mismo impulso en los días sucesivos, y los productores llegaron a temer que pudiera ser retirada de los cines en dos o tres semanas.
SIn embargo, y de forma sorprendente, las ventas se fueron manteniendo día a día pese a contar con un número relativamente reducido de pantallas, lo que fue posible gracias a la respuesta positiva del público objetivo (20-30 años); de este modo logró ser la quinta producción coreana estrenada en 2024 que superaba el millón de espectadores.  Pese a todo ello, al 29 de junio había vendido 1 231 176 entradas, para una taquilla de ocho millones y medio de dólares. Estaba por este concepto en la quinta posición entre las películas surcoreanas estrenadas en el año, y quedó muy cerca de alcanzar el punto de equilibrio, que si al principio se había fijado en un millón y medio de espectadores, después se corrigió a 1 250 000.

### Crítica
Nam Ji-woo (Cine 21) presenta Following  como «una película que explora la era de las redes sociales en la que hombres que quieren “verlo todo” y mujeres que quieren “mostrarlo todo” viven al estilo de un thriller. Todos los hombres son acosadores voyeuristas y todas las mujeres son adictas exhibicionistas a las redes sociales». El centro del filme es el intento de averiguar algo sobre la verdadera vida de una joven que vive en Instagram, pero «la imaginación de la película no puede escapar a la aburrida inferencia de que se trata de una mujer joven con una historia familiar desafortunada y una participación vulnerable en la industria de la prostitución».
Choi Young-joo (CBS Nocut News) escribe que una de la spreguntas más interesantes que plantea el filme es cómo ver a un personaje que es a la vez perpetrador y víctima: la confusa situación de Jeong-tae, que participa de ambas condiciones, resulta por eso incómoda para el espectador, al que obliga a decidir sobre ello y convertirse en un observador más activo. Sobre los dos protagonistas, «Shin Hye-sun y Byun Yo-han expresaron elocuentemente personajes que van y vienen entre aspectos ambivalentes así como una amplia gama de emociones, permitiendo al público sumergirse profundamente en la pantalla. Lee El también juega un papel importante a la hora de transmitir las preocupaciones del público en nombre del director. Los tres actores dieron excelentes actuaciones».
Según Park Jae-hwan (KBS Media), «la creciente tensión cuando los actores Byun Yo-han y Shin Hye-sun se encuentran, y la espeluznante confrontación que se desarrolla al final, se completan con la meticulosa dirección de la nueva directora Kim Se-hwi. Debido a que los personajes y eventos impactantes se desarrollan a un ritmo rápido, el público revive la historia cuando sale del cine una vez termina la película. Y tal vez se aprenda una lección. Por supuesto, robar es delito y el deseo del acosador conduce a la tragedia. Y el hecho de que las redes sociales no pueden borrar por completo el desafortunado pasado de uno. [...] Kim Se-hwi ha logrado representar de manera eficiente el lado oscuro de la realidad cotidiana de las redes sociales y los secretos de la psicología humana».